# Wisconsin Death Trip
Albums de Static-X
Machine
(2001)
Wisconsin Death Trip est le premier album du groupe Static-X sorti en 1999.

## Liste des chansons
1. "Push It" – 2:34
2. "I'm with Stupid" – 3:24
3. "Bled for Days" – 3:45
4. "Love Dump" – 4:20
5. "I Am" – 2:47
6. "Otsegolation" – 3:32
7. "Stem" – 2:54
8. "Sweat of the Bud" – 3:30
9. "Fix" – 2:50
10. "Wisconsin Death Trip" – 3:10
11. "The Trance Is the Motion" – 4:50
12. "December"1 - 6:17